# Désiré-François Le Filleul Des Guerrots
Désiré-François Le Filleul des Guerrots né le 8 décembre 1778 au château des Guerrots à Heugleville-sur-Scie, Seine-Maritime où il est mort le 3 juin 1857, est un poète et fabuliste français.

## Biographie
D’une noble et ancienne famille de Normandie, Le Filleul des Guerrots joignit, toute sa vie, un amour des lettres au culte des arts qui lui attira le nom de « Florian de Normandie ». Reçu membre de l’Académie de Rouen en 1810, il en fut, pendant plus de trente ans, le poète officiel, y faisant lecture de fables, de rapports, de critiques littéraires et de traductions d’Horace, son auteur classique de prédilection.
Il collaborait à la Revue de Rouen, qui contient, comme les comptes rendus des Académies dont il était membre, un bon nombre de pièces de vers de sa composition.

## Œuvres
- Le Papillon, Rouen, P. Périaux, 1813, in-12.
- Fables et poésies diverses, Paris, de Fain, 1818 ; rééd. 1821, Paris, F. Didot, 1824, Paris, Pihan-Delaforest, 1836, Rouen, A. Péron, 1843, 1852, in-12.
- Fables, Rouen, A. Péron, 1843.
- Les Fleurs de la Fête-Dieu ou l’Effet des richesses, idylle, Rouen, A. Péron, 1845, in-8o.

### Sources / bibliographie
- Théodore-Éloi Lebreton, Biographie rouennaise, Rouen, Le Brument, 1865, p. 460.
- Noémi-Noire Oursel, Nouvelle Biographie normande, vol. 2, Rouen, A. Picard, 1886, p. 101.